# Nikita Kurbanov
Nikita Aleksandrovich Kurbanov (en ruso, Никита Александрович Курбанов, Moscú, 5 de octubre de 1986) es un baloncestista ruso que pertenece a la plantilla del CSKA Moscú de la VTB United League. Con 2,02 metros de estatura, juega en la posición de alero.

## Trayectoria deportiva

### Profesional
Comenzó a jugar en las categorías inferiores del CSKA Moscú, debutando con el primer equipo en 2004, aunque esa temporada acabó cedido en el Lokomotiv Rostov. Regresó posteriormente al CSKA, pero volvió a ser cedido, primero al UNICS Kazán y posteriormente al Spartak San Petersburgo. En 2009 regresó finalmente al equipo moscovita.
Jugó tres temporadas en el equipo en el que se forjó como jugador, pero no tuvo demasiados minutos. En 2012 fichó por el Spartak San Petersburgo, equipo en el que ya había jugado como cedido, y en su única temporada en el mismo promedió 5,9 puntos y 3,9 rebotes por encuentro.
Al año siguiente firmó por una temporada con el UNICS Kazán, donde acaba promediando en todas las competiciones 4,6 puntos y 4,1 rebotes por partido. Tras acabar contrato, fichó por una temporada con opción a una segunda con el Lokomotiv Kuban.
En junio de 2015 firmó un contrato por dos temporadas con opción a una tercera con su antiguo equipo del CSKA.

### Selección nacional
Ha jugado con la selección de Rusia en sub-18 y sub-20, ganando el oro en el Europeo Sub-20 de 2005. Ha sido también internacional absoluto, disputando el Eurobasket 2009 y el Eurobasket 2015.